# کاروانسرای مهران
کاروانسرای مهران یکی از کاروان‌سراهای غرب استان هرمزگان در جنوب ایران است که مربوط به دوره زندیان است.
این کاروان‌سرا در منطقه مِهران در بخش کوخرد شهرستان بستک هرمزگان واقع شده و یکی از آثار تاریخی و نقاط دیدنی استان هرمزگان به‌شمار می‌آید.
این مکان یکی از آثار تاریخی سر راه ارتباطی شهرستان لار به شهرستان بندر لنگه است.

## جلودار مهران و کاروانسرای مهران
همان‌طور که معروف ومشهور است (جلودار مهران) یکی از مشهورترین سرداران چریکهای آن دوران بوده‌است.
می‌گویند جلودار مهران که رودخانه و محل به نام او به یادگار مانده‌است، درمحل پاسگاه ژاندارمری مِهران کنونی استقرار داشته‌است و به تدریج کاروانها در اطرافش جمع می‌شدند. این کاروانسرا روی تپه‌ای از سمت شمال رودخانه مهران واقع شده بوده‌است.
جلودار مهران سردار چریکها بود که از کاروانها در برابر دزدان حمایت می‌کرد، چون قدیمیها می‌گویند که تهیه مایحتاج زندگی به وسیله قافلهٔ‌های الاغ، قاطر و شتر بوده و برای اینکه از ناامنی بین راه مصون باشند قافلهٔ بزرگی به صورت دسته جمعی حرکت می‌کردند، و با گروه زیادی از افراد مسلح از طریق بندرعباس به یزد مسافرت می‌نمودند.
تابستان حرکت می‌کردند و زمستان برمی‌گشتند. خشکبار وانواع پارچه‌ها و پرده‌های یزدی می‌آوردند و از اینجا هم خرما، بادام کوهی و مواد غذائی و عبای گوده‌ای همراه می‌بردند. در طی این سفرهای دور و دراز و طولانی کاروانها نیاز به مأمن و سرپنـاه دشته بوده‌اند، لذا در تمام نقاط مسیر راه‌های بازارگانی کاروانسراهایی به مسافت چند فرسخی ایجاد نموده بوده‌اند، و در مناطق وراه‌های بازارگانی مختلف، و به ویژه راه‌های کاروانی منطقهٔ جنوب کشور و هرمزگان نیز از این عمارت تاریخی بی بهره نبوده‌است؛ و مخصوصاً در دوران قدیم که بیشتر کالاهای بازرگانی در این مناطق به‌وسیله چهارپایان حمل ونقل می‌شده‌است؛ و
«کاروانسرای مهران» نیز در این راه حیات بخش بازارگانی نقش ویژه‌ای داشته‌است.

## اهمیت کاروانسرای مهران
اهمیت «کاروانسرای مهران» از آنجاست که در سر راه کاروانسرای بلدنگ و کاروانسرای بون کوه قرار گرفته بوده‌است ونقطهٔ تجمع کاروانیان وکاروانسالان بوده‌است. و به دلیل قرار گرفتن این کاروانسرا در مسیر راه بازارگانی مهم (درآن زمان) که از لار به بندر لنگه و سپس به بندرعباس متصل می‌نموده‌است، و به علت طغیان رودخانه مهران هنگام بارندگی، و عبور ناممکن از آن، و همچنین وجود کاروانسرای بلدنگ در آن سوی رودخانه، «کاروانسرای مهران» اهمیت و ویژگیهای خاصی کسب کرده بوده‌است. هنگام بارندگی (جلودار مهران) ویارانش در این کارونسرا لنگر می‌انداخته‌اند.
«کاروانسرای مهران» در جنوب شرقی روستای آسو و در محل تقاطع جاده بستک به بندر لنگه واقع بوده‌است،
آب این رودخانه شور است و به صورت عادی زیاد نیست اما موقع بارندگی طغیان می‌کند و آبش فوق‌العاده زیاد وعبوراز آن غیرممکن می‌شود؛ لذا کاروانیان ناچار بودند مدتی در این مکان توقف کنند؛ و بعد از چند روز توفق وکم شدن آب رودخانه جلودار مهران دوباره به مسیر خود ادامه می‌داده‌اند
و پس از عبور از راه ناهموار و پرپیچ‌وخم گردنه گوچی وارد روستای چاه مسلم می‌شده و پس استراحتی کوتاه به سوی
بندر لنگه و بندرعباس حرکت می‌کردند.
این بنای تاریخی سازه‌ای سنگی با مصالح گچ و اندودهای ساروجی بوده که بنیان کاروانسرا را تشکیل داده‌اند. تاریخ بنای این کاروانسرا به زمان و دورهٔ زندیه ترجیح داده‌اند، «کاروانسرای مهران» از سال ۱۳۱۳ یا ۱۳۱۵ خورشیدی یکی مراکز و پاسگاه‌های مهم ژاندارمری بوده وهست. متأسفانه بنای قدیمی کاروانسرا در سال ۱۳۵۸ خورشیدی به‌طور کلی ویران شده و به جای آن یک بنای جدید که هم‌اکنون پاسگاه نیروهای انتظامی است ساخته شده‌است.

## فهرست منابع و مآخذ
- محمدیان، کوخردی، محمد. (شهرستان بستک و بخش کوخرد) ج۱. چاپ اول، دبی: سال انتشار ۲۰۰۵ میلادی.
- محمدیان، کوخردی، محمد،  (به یاد کوخرد) ، جلد دوم. چاپ اول، دبی: سال انتشار ۲۰۰۵ میلادی.
- الکوخردی، محمد، بن یوسف، (کُوخِرد حَاضِرَة اِسلامِیةَ عَلی ضِفافِ نَهر مِهران Kookherd, an Islamic District on the bank of Mehran River) الطبعة الثالثة، دبی: سنة ۱۹۹۷ للمیلاد.